# Holleford Crater
Holleford Crater är en nedslagskrater i Kanada.   Den ligger i provinsen Ontario, i den sydöstra delen av landet, 130 km sydväst om huvudstaden Ottawa. Holleford Crater ligger 180 meter över havet.